# Warnfried
Warnfried ist ein deutscher männlicher Vorname. Es handelt sich um eine niederdeutsche und friesische Form von Wernfried.

## Bekannte Namensträger
- Warnfried Altmann (* 1958), deutscher Saxophonist, Jazzmusiker und Komponist
- Warnfried Dettling (* 1943), deutscher Politologe und Publizist

## Weiteres
- Warnfried-Kirche (Osteel), evangelisch-lutherische Kirche in Osteel (Samtgemeinde Brookmerland)